# Paleoneurobiologia

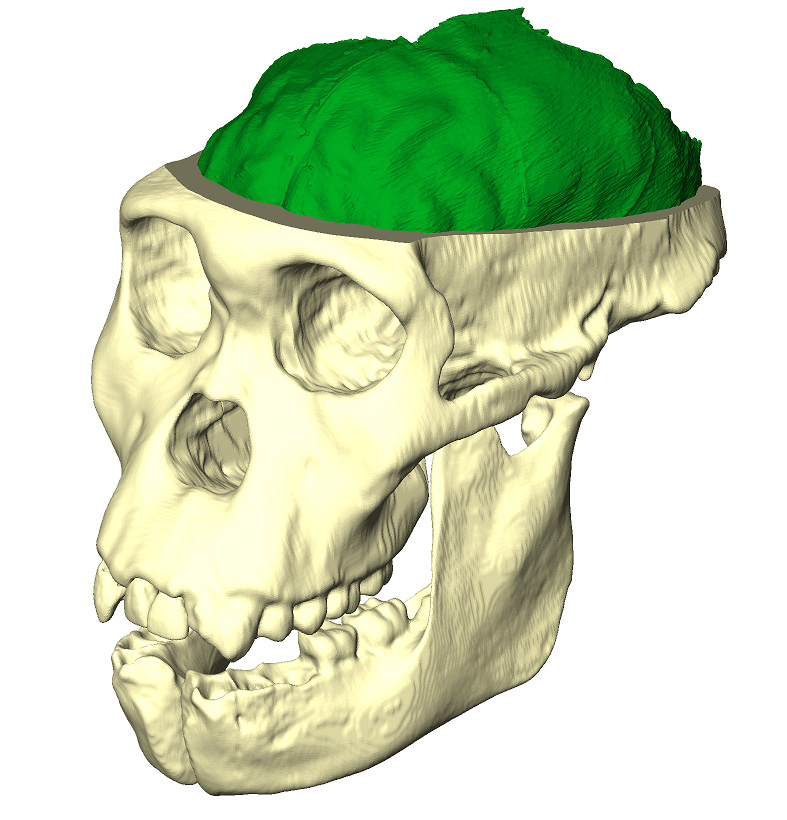
L'endocast di un Australopithecus sediba

Paleoneurobiologia è lo studio dell'evoluzione del cervello mediante l'analisi degli endocasti cerebrali per determinare i tratti e i volumi endocranici. Considerata una suddivisione delle neuroscienze, la paleoneurobiologia combina tecniche di altri campi di studio, tra cui la paleontologia e l'archeologia, e rivela intuizioni specifiche riguardanti l'evoluzione umana. Il cranio è unico in quanto cresce in risposta alla crescita del tessuto cerebrale anziché alla guida genetica, come nel caso delle ossa che supportano il movimento. Teschi fossili e i loro endocasti possono essere paragonati tra loro, ai crani e ai fossili di individui recentemente deceduti e anche confrontati con quelli di altre specie per fare inferenze sull'anatomia funzionale, la fisiologia e la filogenesi. La paleoneurobiologia è in gran parte influenzata dagli sviluppi della neuroscienza nel suo complesso; senza una conoscenza sostanziale della funzionalità attuale, sarebbe impossibile fare inferenze sulla funzionalità dei cervelli antichi.
La paleoneurobiologia degli ominidi si riferisce specificamente allo studio dell'evoluzione del cervello esaminando direttamente la documentazione fossile degli esseri umani e dei loro parenti ominidi più stretti (definiti come specie più strettamente imparentate agli umani rispetto agli scimpanzé). I paleoneurobiologi analizzano gli endocasti che riproducono i dettagli della morfologia esterna del cervello impressi sulle superfici interne dei crani.